# Leidse Rijn
De Leidse Rijn is een kanaal in de Nederlandse provincie Utrecht tussen Utrecht en Harmelen. Het is deels in de late middeleeuwen, deels in de 17e eeuw aangelegd ter vervanging van de rivier de Rijn ten westen van Utrecht, die steeds sterker was gaan meanderen en verzanden en daardoor onbevaarbaar werd. Bij de aanleg werd gebruikgemaakt van reeds bestaande delen van rivieren en andere watergangen.
De naam Leidse Rijn dateert van de 17e eeuw, toen langs het kanaal  een jaagpad ten behoeve van de trekvaart tussen de steden Utrecht en Leiden werd aangelegd. Het gedeelte van de Leidse Rijn tussen Park Oog in Al in Utrecht en Harmelen heette vóór die tijd Oude Rijn.

## Het traject van de Leidse Rijn
De Leidse Rijn begon oorspronkelijk bij de Catharijnebrug en sloot aan op de Catharijnesingel aan de westrand van de Utrechtse binnenstad. Het thans zichtbare gedeelte van dit kanaal begint bij de Dambrug. Hoewel de gemeente Utrecht in het kader van het project Herontwikkeling Stationsgebied van plan is de Leidse Rijn tussen de Catharijnesingel en de Dambrug weer zo veel mogelijk zichtbaar te maken, is dit stuk van circa 600 meter thans nog aan het oog onttrokken door bebouwing en bestrating.
Vanaf de Dambrug loopt dit kanaal over een lengte van ongeveer 4 km door de stad Utrecht, waar het eerst het Merwedekanaal en verderop het Amsterdam-Rijnkanaal kruist. De volgende 5 km gaan door de woonplaats De Meern. Dit gedeelte eindigt waar vroeger de Heldam lag, net voorbij de huidige grens tussen De Meern (gemeente Utrecht) en Harmelen (gemeente Woerden).
Het laatste gedeelte van 2 km ligt tussen de Heldam en Harmelen. Dit stuk maakt een ruime bocht. In dit gebied heeft ooit een zuidelijke tak van de rivier de Rijn gelopen, die vrijwel geheel verdwenen is door verlanding. Bij de aanleg van een polderwetering omstreeks 1100 is waarschijnlijk gekozen voor een traject dat zo veel mogelijk gebruikmaakte van de overgebleven fragmenten van deze zuidelijke Rijntak. Dit zou de ruime bocht kunnen verklaren. Van deze wetering en de kaarsrechte wetering tussen de Heldam en De Meern werd gebruikgemaakt toen het scheepvaartkanaal Oude Rijn werd gegraven vanaf 1381.
In Harmelen mondt de Leidse Rijn (voorheen Oude Rijn) uit in de hoofdtak van de rivier de Rijn, die vanaf Vleuten komt. Door verlanding is deze rivier tussen Vleuten en Harmelen smal geworden. De huidige naam ervan is Bijleveld. Vanaf het punt waar de Leidse Rijn en de Bijleveld samenkomen, heeft de rivier voldoende breedte voor scheepvaart. Het kanaal gaat dan ook in Harmelen naadloos over in de rivier, die verder in de richting van de Noordzee stroomt. Na de aanleg van het kanaal Oude Rijn is men ook het riviergedeelte tussen Harmelen en de Noordzee Oude Rijn gaan noemen. Toen de naam van het kanaalgedeelte Utrecht-Harmelen de naam Leidse Rijn kreeg, bleef het riviergedeelte Harmelen-Noordzee de naam Oude Rijn behouden.

## Geschiedenis

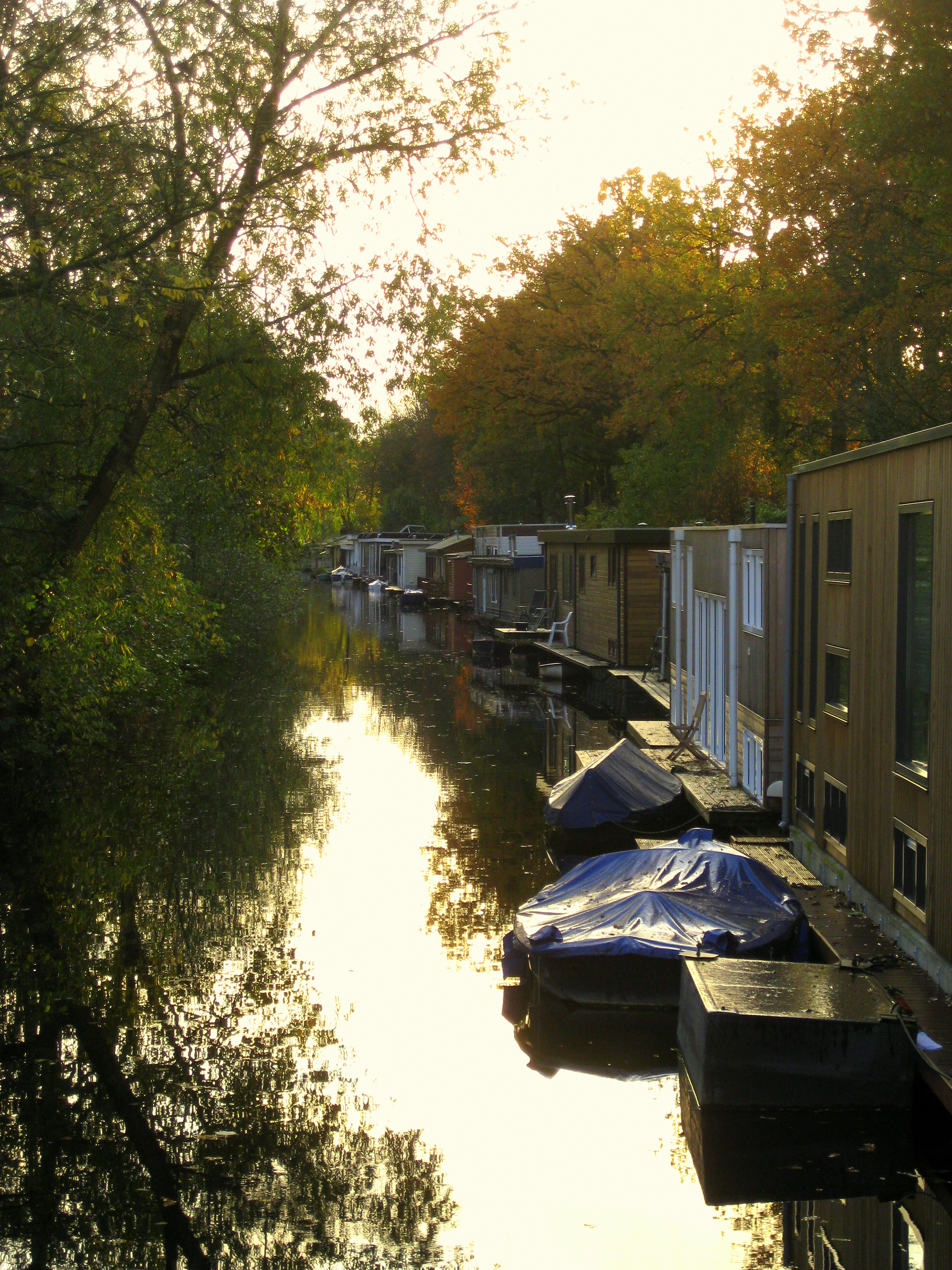
Niet ver van deze plek in de Leidse Rijn, die zich iets ten zuidwesten van de Muntbrug bevindt, kwamen tot in de 19e eeuw de rivier de Rijn uit het oosten, de Leidse Vaart uit het noordoosten en de Oude Rijn uit het noorden bij elkaar.

Na het begin van onze jaartelling werd de oude loop van de Rijn tussen Utrecht en Harmelen steeds slechter bevaarbaar. De oorzaken hiervan waren:
- het actiever worden van de Lek als afvoerrichting van het Rijnwater
- de afdamming van de Kromme Rijn in 1122
- de verschuiving van de afvoer van het water uit de Kromme Rijn naar de Vecht ten nadele van de oude Rijnloop ten westen van de stad Utrecht
- het sterk meanderende karakter van deze oude Rijnloop ten gevolge van het geringe verval tussen Utrecht en Woerden.

Deze oorzaken zorgden voor een geleidelijke dichtslibbing van het Rijngedeelte Utrecht-Vleuten-Harmelen.
In de loop van de geschiedenis worden als antwoord hierop verschillende maatregelen genomen, waarvan het graven van de Vleutense Vaart omstreeks 700 de eerste is. Dit kanaal begint in de rivier de Rijn dicht bij het huidige Utrechtse Domplein. Na ruim 4 km eindigt het in dezelfde rivier ter hoogte van Den Hoet. Met deze maatregel worden enkele zeer scherpe meanders afgesneden, met name in het gebied van de Hoge Weide.
Omdat ook de bevaarbaarheid van het gedeelte Den Hoet-Harmelen steeds verder achteruitgaat, besluit men in 1381 een kanaal aan te leggen dat de Vleutense Vaart in Utrecht en de Rijn bij Harmelen met elkaar moet verbinden.
Het eerste deel van dit traject wordt nieuw gegraven, loopt van noord naar zuid en is ongeveer 800 m lang. Het begint in de Vleutense Vaart bij het landgoed Jaffa, loopt langs de huidige Billitonkade en eindigt bij het huidige park Oog in Al. Daar mondt het uit in de rivier de Rijn, die vanuit het oosten op dit punt is aangekomen. 
Het tweede deel van het kanaal maakt gebruik van de loop van de vroegere rivier en eindigt bij Huis te Voorn. De rivier de Rijn buigt hier naar het noordwesten in de richting van Den Hoet.
Bij Huis te Voorn begint het derde deel, een vrijwel recht, naar het westen lopend stuk van 6 km, dat even voorbij de Heldam overgaat in het vierde, tevens laatste gedeelte. Dat is ca. 2 km lang, maakt een ruime bocht en mondt bij Harmelen in de hoofdtak van de rivier de Rijn uit.
Overal waar dit nodig is, worden oudere lopen die deel uitmaken van het in 1381 aan te leggen nieuwe kanaal gekanaliseerd, verbreed en verdiept om als scheepvaartroute te kunnen dienen. De gehele, deels nieuwe, deels oude vaarroute vanaf de Utrechtse binnenstad tot aan de Noordzee krijgt nu de naam Oude Rijn.
In de 17e eeuw komt de trekvaart tot bloei, zowel ten behoeve van het vracht- als het personenvervoer. Waar nodig wordt de Oude Rijn verbreed en verdiept. Ook wordt een jaagpad langs het water aangelegd. Een belangrijke maatregel ter voorkoming van oponthoud voor de schepen is de verwijdering van de drie obstakels Stadsdam, Heldam en Haanwijkerdam. Deze worden tussen 1640 en 1660 vervangen door schutsluizen. In het kader van de stadsuitbreidingsplannen van de Utrechtse burgemeester Hendrick Moreelse wordt in 1662-1665 een recht kanaal, de Leidse Vaart, gegraven tussen de Catharijnebrug en het huidige park Oog in Al. Daar sluit deze vaart aan op de oude vaarroute. De Leidse Vaart snijdt de hoek van meer dan 90 graden bij Jaffa in de oude vaarroute af, wat een verkorting van de vaarroute met ongeveer 1 km betekent. Daar waar de Leidse Vaart eindigt in de Oude Rijn, bouwt jonker Everard Meyster een landgoed genaamd Oog in Al. Het gehele traject vanaf de Catharijnebrug via de Leidse Vaart, Oog in Al en De Meern tot Harmelen krijgt nu de naam Leidse Rijn. De rivier tussen Harmelen en de Noordzee blijft de naam Oude Rijn houden.

## Overzicht van de ouderdom van de verschillende gedeelten van de Leidse Rijn
- Catharijnesingel - Park Oog in Al: omstreeks 1665 nieuw gegraven kanaal
- Park Oog in Al - Huis te Voorn: deel van de rivier de Rijn, omstreeks 1381 gekanaliseerd
- Huis te Voorn - Heldam: ten tijde van de Grote Ontginning aangelegde wetering, omstreeks 1381 verbreed tot kanaal voor de scheepvaart [6]
- Heldam - Harmelen: een nevengeul van de hoofdtak van de Rijn en/of een deel van de zuidelijke tak van de Rijn, omstreeks 1381 verbreed tot scheepvaartkanaal.

## Bruggen over de Leidse Rijn
Van oost naar west liggen de volgende bruggen over de Leidsche Rijn.
Utrecht
| Naam:           | Soort:                                                         | Traject:           | Afbeelding: |
| --------------- | -------------------------------------------------------------- | ------------------ | ----------- |
| Vredenburgknoop | verkeersbrug en twee fiets- en voetgangersbruggen (liggerbrug) | (Catharijnesingel) |             |

Tussen de Catharijnesingel en de Damstraat is de Leidsche Rijn overkluist en stroomt het water deels door duikers. In de toekomst zal het water weer zichtbaar worden en zullen meerdere bruggen gebouwd worden.
| Naam:                    | Soort:                                                             | Traject:                                                    | Afbeelding: |
| ------------------------ | ------------------------------------------------------------------ | ----------------------------------------------------------- | ----------- |
| Jan Pieterszoon Coenbrug | verkeersbrug (ophaalbrug)                                          | Jan Pieterszoon Coenstraat - Koningsbergerstraat            |             |
| Abel Tasmanbrug          | verkeersbrug (ophaalbrug)                                          | Abel Tasmanstraat - Leidseweg                               |             |
| Kanaalwegbrug            | fiets- en voetgangersbrug (ophaalbrug)                             | Kanaalweg                                                   |             |
| Mozartbrug               | verkeersbrug (liggerbrug)                                          | Mozartlaan                                                  |             |
| Hommelbrug               | verkeersbrug (liggerbrug)                                          | Joseph Haydnlaan - Pijperlaan                               |             |
| ?                        | verkeersbrug (liggerbrug)                                          | Groenewoudsedijk                                            |             |
| Rhijnoordviaduct         | fiets- en voetgangersbrug autosnelweg verkeersbrug (liggerbruggen) | Amsterdam - Maastricht ------------ Stadsbaan Leidsche Rijn |             |
| Stadsdambrug             | verkeersbrug (liggerbrug)                                          | Park Voorn - Rijksstraatweg                                 |             |

De Meern
| Naam:          | Soort:                                                        | Traject:                                                         | Afbeelding: |
| -------------- | ------------------------------------------------------------- | ---------------------------------------------------------------- | ----------- |
| Gooisebrug     | fiets- voetgangersbrug (boogbrug)                             | Zandweg - Rijksstraatweg                                         |             |
| Langerakbrug   | twee voetgangersbruggen verkeersbrug (boogbruggen) liggerbrug | Zandweg - Rijksstraatweg Oudenrijnseweg Busbaan de Woerd         |             |
| Meentbrug      | fiets- voetgangersbrug (boogbrug)                             | Zandweg - Rijksstraatweg                                         |             |
| Meernbrug      | verkeersbrug (basculebrug)                                    | Castellumplein/Zandweg - Meerndijk/Rijksstraatweg                |             |
| Regenboogbrug  | verkeersbrug (liggerbrug)                                     | Regenboog/Zandweg - Rijksstraatweg                               |             |
| Kloosterbrug   | fiets- voetgangersbrug (liggerbrug)                           | Zandweg - Rijksstraatweg/Frontoweg                               |             |
| Loobrug        | verkeersbrug fiets- en voetgangersbrug (twee liggerbruggen)   | Europaweg/Zandweg - Europaweg/Rijksstraatweg                     |             |
| Polderlandbrug | fiets- en voetgangersbrug busbaan (liggerbrug)                | Busbaan Vleuterweide/Zandweg - Busbaan Veldhuizen/Rijksstraatweg |             |
| Veldhuizerbrug | verkeersbrug (twee liggerbruggen)                             | Veldhuizerweg                                                    |             |

Harmelen
| Naam:      | Soort:                    | Traject:                                                   | Afbeelding: |
| ---------- | ------------------------- | ---------------------------------------------------------- | ----------- |
| Heldambrug | voetbrug (boogbrug)       | Harmelerwaard/Heldamweg - Utrechtsestraatweg               |             |
| Molenbrug  | verkeersbrug (ophaalbrug) | Harmelerwaard - Dorpsstraat/Utrechtsestraatweg/ Acacialaan |             |

Centrum: Drift · Kromme Nieuwegracht · Nieuwegracht · Oudegracht · Plompetorengracht · Stadsbuitengracht

Overig: Achtkantemolenvliet · Alendorperwetering · Amsterdam-Rijnkanaal · Biltsche Grift · Blekersgracht · Bijleveld · Haarrijn · Heicop · Heren- of Moesgracht · Jutfase Wetering . Keulse Vaart · Koekoeksvaart · Kromme Rijn · Kruisvaart/Bloemgracht · Lange Vliet · Leidse Rijn · Liesveldse Wetering · Maria- of Kruisvaartdwarsgracht · Merwedekanaal · Middelwetering (Heicop) · Middelwetering (Vleuterweide) . Minstroom · Noorderstroom · Oosterstroom · Otterstroom · Oude Rijn · Oude Wetering . Reijerscopse Wetering . Rijn . Uraniumkanaal · Vaartsche Rijn · Vecht · Vikingrijn · Vleutense Wetering · Westerstroom · IJlandsche Wetering · IJsselwetering . Zwarte Water